# Northern California Folk-Rock Festival
Das Northern California Folk-Rock Festival war ein Musikfestival, das zweimal in San José (Kalifornien) stattfand. Veranstalter war Bob Blodgett, Veranstaltungsort war der Family Park in den Santa Clara County Fairgrounds. Die Poster wurden von Linda Segul gestaltet.

## Northern California Folk-Rock Festival 1968
Das erste der beiden Festivals fand am 18. und 19. Mai 1968 statt. Auf dem Programm standen Country Joe and the Fish, The Animals, Jefferson Airplane, The Doors, Big Brother and the Holding Company mit Janis Joplin, The Youngbloods, The Electric Flag, Kaleidoscope, Taj Mahal und Ravi Shankar. Obwohl im Programm nicht erwähnt, gab es auch einen Auftritt von Grateful Dead.

## Northern California Folk-Rock Festival 1969
Die zweite und letzte Ausgabe des Festivals folgte vom 23. bis zum 25. Mai 1969. Das Programm umfasste The Jimi Hendrix Experience, Jefferson Airplane, The Chambers Brothers, Led Zeppelin, Eric Burdon, Spirit, Canned Heat, Buffy Sainte-Marie, The Youngbloods, Steve Miller, Chuck Berry, Muddy Waters, Taj Mahal, Noel Redding, Lee Michaels, Blues Image, Santana, Aum, Elvin Bishop, Poco, People!, Linn County, The Loading Zone, Sweet Linda Divine, Cat Mother, Doc Watson & New Lost City Ramblers sowie Sable.